# Lunatic Tears...
「Lunatic Tears…」（ルナティック・ティアーズ）は、日本の女性歌手・彩音による楽曲。同名のタイトルで彩音の8枚目のシングルとして、2008年5月7日に5pb.Recordsから発売された。作詞は彩音、作曲はTatshが手がけた。

## リリース
前作「cloudier sky」より約3ヶ月ぶりのリリースとなる、彩音の2008年2作目のシングル。表題曲である「Lunatic Tears…」は、PCゲーム『11eyes -罪と罰と贖いの少女』のOPテーマ、カップリング曲の「忘却の剣」は同作の挿入歌となっている。ジャケットには、本ゲームの登場人物である草壁美鈴と水奈瀬ゆかが描かれている。

## チャート成績と反響
シングル『Lunatic Tears…』は2008年5月7日にリリースされた後、2008年5月第2週付のオリコンシングルチャートで114位にランクインし、翌週に最高の68位を記録した。以降、同年6月第4週付のチャートまで7週続けて200位以内を獲得している。本作の初回推定売上枚数は約680枚で、累積推定売上枚数は約4,650枚となっている。
なお本楽曲は、2008年度の「美少女ゲームアワード」の主題歌賞金賞を受賞している。PCゲームの情報サイト「Game-Style」創刊者の初代編集長を務める齋藤大祐は、銀賞を獲得したPCゲーム『G線上の魔王』の主題歌と比べて、本作はサウンドの制作方針がより明確であると指摘し、「ゲームの主題歌としてよりふさわしい」と称賛した。

## 収録曲
1. Lunatic Tears…（5分42秒）
作詞：彩音、作曲・編曲：Tatsh
PCゲーム『11eyes -罪と罰と贖いの少女-』OPテーマ
2. 忘却の剣（5分18秒）
作詞：彩音、作曲：Tatsh、編曲：清水永之
PCゲーム『11eyes  -罪と罰と贖いの少女-』挿入歌
3. Lunatic Tears…（off vocal）（5分42秒）
4. 忘却の剣（off vocal）（5分16秒）

## 収録アルバム
| 楽曲           | 発売日        | アルバム                  | 備考                    |
| -------------- | ------------- | ------------------------- | ----------------------- |
| Lunatic Tears… | 2008年8月6日  | Elephant Notes            | 2ndオリジナルアルバム。 |
| Lunatic Tears… | 2009年7月23日 | HYPER 萌 TRANCE Ⅱ〜彩音〜 | 2作目の企画アルバム。   |